# Laubwälder und Klippenbereiche im Selter, Hils und Greener Wald
Laubwälder und Klippenbereiche im Selter, Hils und Greener Wald este o arie protejată (sit de importanță comunitară — SCI) din Germania întinsă pe o suprafață de 1.521,99 ha, integral pe uscat.

## Localizare
Centrul sitului Laubwälder und Klippenbereiche im Selter, Hils und Greener Wald este situat la coordonatele 51°54′00″N 9°53′37″E / 51.9°N 9.8936°E.

## Înființare
Situl Laubwälder und Klippenbereiche im Selter, Hils und Greener Wald a fost declarat sit de importanță comunitară în februarie 2006 pentru a proteja 2 specii de animale.

## Biodiversitate
Situată în ecoregiunea continentală, aria protejată conține 8 habitate naturale: Pajiști uscate seminaturale și facies de acoperire cu tufișuri pe substraturi calcaroase (Festuco-Brometalia) (* situri importante pentru orhidee), Pante stâncoase calcaroase cu vegetație casmofită, Peșteri inaccesibile publicului, Păduri de fag Luzulo-Fagetum, Păduri de fag Asperulo-Fagetum, Păduri de fag din Europa Centrală dezvoltate pe sol calcaros cu Cephalanthero-Fagion, Păduri pe pante, grohotișuri și ravene de Tilio-Acerion, Păduri aluvionare cu Alnus glutinosa și Fraxinus excelsior (Alno-Padion, Alnion incanae, Salicion albae).
La baza desemnării sitului se află mai multe specii protejate de  mamifere (2): liliac cârn (Barbastella barbastellus), liliac comun (Myotis myotis).
Pe lângă speciile protejate, pe teritoriul sitului au mai fost identificate 4 specii de plante.